# Lindsay Pulsipher
Lindsay Pulsipher, née le 6 mai 1982 à Salt Lake City (Utah), est une actrice américaine.

## Biographie
Née et élevée dans l'Utah, sa passion et son idée de devenir actrice lui vient de sa mère, comédienne au théâtre.
Comme elle raconte « J'avais l'habitude de forcer ma petite sœur ou ma meilleure amie à jouer des pièces avec moi. C'était toujours quelque chose que j'aimais faire ».
Elle a été notamment influencée par Julie Christie et Audrey Hepburn qui lui ont montré « Tout un nouveau monde jusqu'où le métier d'actrice peut aller ».
Ses parents étaient des Mormons mais elle s'explique sur les faits : « J'allais à l'église quand j'étais enfant puis j'ai quitté très vite donc je ne suis plus mormon ».

## Filmographie
- 2005 : Les Maîtres de l'horreur : Tara (saison 1, épisode 9)
- 2008 : Eleventh Hour : Kelly Frost
- 2009 : The Beast : Rose Lawrence
- 2009 : NCIS : Enquêtes spéciales : Tina Ellis (saison 7, épisode 10)
- 2010-2011 : True Blood : Crystal Norris (saisons 3 et 4)
- 2011 : The Oregonian : l'Oregonienne
- 2011 : Les Experts : Miami : Tara Warner (1 épisode)
- 2012 : Hatfields and McCoys : Roseanna McCoy
- 2012-2020 : New York, unité spéciale : Kim Rollins
- 2014 : Flutter : JoLynn
- 2015 : Esprits criminels : Estelle Cosgrove (saison 10, épisode 12)
- 2017 : Fear the Walking Dead : Charlene Daley (saison 3, épisodes 1, 2 et 3)

## Voix francophones
En France, Lindsay Pulsipher est d'abord doublée par Karine Foviau dans Eleventh Hour et Chase ainsi qu'Aurélie Mériel dans The Beast et la saison 3 de True Blood.
Lui succédant dans la saison 4 de True Blood, Dorothée Pousséo, devient la voix régulière de Lindsay Pulsipher, la retrouvant tour à tour dans New York, unité spéciale, Justified, Esprits criminels ou encore Magnum. En parallèle, Cathy Diraison double l'actrice dans Shooter et NCIS : Nouvelle-Orléans.
À titre exceptionnel, elle est doublée par Daria Levannier dans Officer Downe (en), Pascale Chemin dans Fear the Walking Dead, Bénédicte Charton dans 9-1-1: Lone Star, Audrey Sourdive dans S.W.A.T. et Antonella Colapietro dans Savage Salvation.